# 香川県教育センター
香川県教育センター（かがわけんきょういくセンター、英称：Kagawa Prefectural Education Center）は、香川県が設置する教育に関する研究及び教育関係職員の研修を行う機関である。

## 概要
香川県教育センターは広く教育に関する研究、研修等の諸活動を行い、もって長期的視野に立ち、かつ、香川県の実態に即した教育の開発及びその成果の普及を図ることを目的として1971年前身の香川県教育研究所と香川県理科教育センターを統合して設置される。

## 所在地
- 香川県教育センター - 香川県高松市郷東町587-1[2]

## 事業
事業内容は下記の通りである。
1. 教育に関する専門的、技術的事項の調査及び研究に関すること。
2. 教育関係職員に対する研修に関すること
3. 教育相談に関すること
4. 情報教育に関すること
5. 教育に関する資料の収集及び活用に関すること
6. その他前項の目的を達成するために必要な事業に関すること

## 沿革
- 1948年（昭和23年）11月 香川県教育研究所設置
- 1962年（昭和37年）4月 香川県理科教育センター設置
- 1966年（昭和41年）4月 香川県商業教育実習センター設置
- 1971年（昭和46年）4月 香川県教育研究所と香川県理科教育センターを統合して香川県教育センターを設置。また、香川県商業教育実習センターを改め香川県情報処理教育センターを設置。
- 2001年（平成13年）4月 香川県情報処理教育センターを香川県教育センターに統合

## 組織
組織は下記の通りである。また、運営についての審議を行うため運営協議会も設置される。
- 総務課
- 教育研究課
- 教職員研修課
- 教育相談課